# Somos Anormales
"Somos Anormales" (Somos Anormais) é o primeiro single do cantor porto-riquenho Residente, laçado em 13 de janeiro de 2017 como o primeiro single do seu álbum de estreia solo de 2017 Residente. Venceu o Grammy Latino de Melhor Canção de Música Urbana de 2017.

## Composição e letra
A canção foi escrita e composta em Kyzyl, Tuva, Sibéria, onde Residente ficou por uma semana. Tem a participação da banda de canto difônico Chirgilchin. Segundo ele, eles estão cantando em tuviniano um conceito que ele originalmente escreveu em espanhol, depois traduziu para inglês para que eles então finalmente traduzissem para a língua nativa deles.
Segundo Residente, "o uso do termo 'anormal' me permitiu romper com a conotação depreciativa da palavra para convertê-la em um conceito inclusivo. Se tem algo que todos temos em comum, é que somos diferentes". Em um comunicado de imprensa de 2016, Residente falou para que todos "tivessem seus olhos, ouvidos e mentes abertas para o que estava por vir".

## Vídeo
O vídeo da canção marca a estreia de Residente como diretor e foi filmado em Madrid, Espanha, ao longo de quatro dias. Tem as participações de John Leguizamo, Leonor Watling, Óscar Jaenada e Juan Diego Botto, entre 70 outros, e foi criado pela Zapatero Film (Porto Rico) e pela Deseif Producciones (Espanha).
O vídeo mostra uma mulher dentro de um ovo que se racha dando à luz vários adultos nus com deficiências como nanismo e albinismo. Eles rapidamente fazem roupas com lã e se dividem em dois grupos, um limpo (representando os ricos e poderosos) e outro sujo (representando aqueles que não têm dinheiro nem poder). Ambos rapidamente se enfrentam, mas acabam transformando violência em amor. Ao longo do vídeo, Residente canta com a cabeça saindo da vagina da mulher.
A cena com a vagina gigante expelindo pessoas foi comparada a uma cena no filme de Pedro Almodóvar Hable con ella, no qual Leonor estrelou. Sobre o conceito do vídeo, Residente diz:
| “ | Eu queria falar sobre o começo da humanidade e como nós chegamos aqui. Então eu comecei com um ovo porque eu não sei o que aconteceu antes - a galinha ou o ovo? Nós viemos da África, saímos em todas essas formas esquisitas e diferentes - aí por alguma razão nós começamos a lutar porque queríamos ser iguais. Aí, enquanto estávamos lutando, nós esquecemos pelo que estávamos lutando. Aí vem aquela festa reprodutiva na lama que é representada no vídeo ao final. (...) Ainda, durante esse processo de humanidade eles se dividem entre os limpos e os sujos; isso sempre acontece. Os ricos e os pobres. Como na vida real, você tem pessoas empurrando umas às outras na lama para ficarem limpas. Mas aí, todas elas se reproduzem - limpas ou sujas, não importa - elas se reproduzem e agora estamos aqui. | ” |

Residente também disse que a cena da batalha pode ser aplicada a muitos contextos diferentes de conflitos.